# Высочково (Московская область)
Высочково — деревня в Волоколамском городском округе Московской области России.
Впервые упоминается в 1560-е годы как деревня Высокое. В более поздних источниках упоминается как деревня Высокая.
Расположена примерно в 25 км к северо-востоку от Волоколамска и в 30 км к юго-западу от Клина. Ближайшие населённые пункты — деревни Кондратово, Митино, Нефёдово и Занино. Рядом с деревней Высочково протекают реки Судниковка и Локнаш. В деревне две улицы — Полевая и Центральная. Раньше в деревне была школа и водяная мельница.
До 1929 года деревня входила в состав Калеевской волости, относившейся сначала к Клинскому (до 1917 года), а затем к Волоколамскому уезду Московской губернии. По данным на 1890 год в деревне проживало 204 человека, по материалам Всесоюзной переписи 1926 года — 162 человека, насчитывалось 32 крестьянских хозяйства, располагался сельсовет. С 2006 по 2019 год входила в состав сельского поселения Теряевское.

## Население
| 1852 | 1859 | 1890 | 1899 | 1926 | 2002 | 2006 |
| ---- | ---- | ---- | ---- | ---- | ---- | ---- |
| 127  | ↗144 | ↗204 | ↘155 | ↗162 | ↘2   | ↘1   |
| 2010 |      |      |      |      |      |      |
| ↗8   |      |      |      |      |      |      |